# مكان في القلب (مسلسل)
مكان في القلب مسلسل إماراتي من إنتاج دولة الإمارات العربية المتحدة.

## عن المسلسل
تدور أحداث المسلسل الكوميدي  في فترة الثمانينات إلى نهاية التسعينات من القرن الماضي في عودة إلى الزمن العفوية والطيبة مع غافان في الفريج الشعبي وجيرانه العائلة الإماراتية من أصل سعودي والعائلة العمانية والكثير من المواقف الكوميدية مثل حكاية خماس وطرفة وأغاني ميحد حمد وبن روغة وأشعار الأمير خالد الفيصل والشاعر السعودي خلف بن هذال العتيبي كذلك قصة بوطرفة وزوجته المصرية والجار العماني الذي يطرح على غافان فكرة الزواج مرة ثانية والعديد من مواقف وجماليات تلك الفترة مثل طقوس الزواج والتأزر والحنين إلى التواصل والمشاعر الأصيلة.

## طاقم العمل
- جابر نغموش
- صوغة
- نرمين محسن
- ريماس منصور
- محمد الطويان
- ياسر النيادي
- جاسم الخراز
- سعيد السعدي
- سعود الدرمكي
- رانيا العلي

- هدى الغانم
- أحمد الانصاري
- محمد البادي
- نشوى مصطفى
- نسمة مصطفى
- سيف البلوشي
- عادل عبده حمراء
- سعيد الشرياني
- مريم سلطان
- موسى البقيشي
- خالد النعيمي